# Penny Pritzker
Penny Sue Pritzker (nascida em 2 de maio de 1959) é uma empresária bilionária norte-americana, empreendedora e líder cívica que serviu como a 38.ª Secretária do Comércio dos Estados Unidos de 2013 a 2017. Fundou a PSP Capital Partners e Pritzker Realty Group; também é cofundadora da Artemis Real Estate Partners. É membro da família Pritzker.
Entrou na lista dos cem mais poderosos de Chicago pela revista Chicago em 2012. Em outubro de 2015, a Forbes estimou seu patrimônio líquido de US$ 2,4 bilhões. Em 2009, a Forbes nomeou Pritzker uma das cem mulheres mais poderosas do mundo.

## Primeiros anos
Pritzker nasceu em Chicago de uma família judia em 1959, a filha de Sue (nascida Sandel) e Donald N. Pritzker (1932–1972), um dos cofundadores da empresa norte-americana de hotéis Hyatt, que cresceu drasticamente sob sua liderança como presidente de 1959 até sua morte. Pritzker é membro da família Pritzker, de Chicago, uma família empresarial rica e influente. Estudou na escola Castilleja [en] até 1977. Obteve um Bacharel em economia pela Universidade Harvard em 1981 e simultaneamente um J.D. e MBA pela Universidade Stanford em 1984. Ela tem dois irmãos: Anthony Pritzker e Jay Robert Pritzker.

## Carreira
Em 1987, fundou Classic Residence por Hyatt, agora chamada Vi. Em 1991, criou Pritzker Realty Group, e serviu como presidente do Banco Superior de Chicago [en] (até 1994).

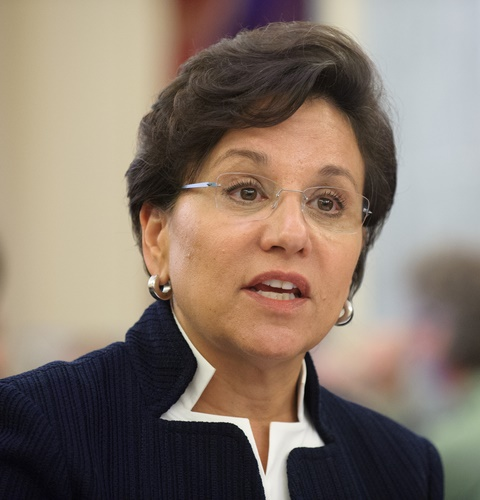
Penny Pritzker em 2013